# Laka (See)
Laka (deutsch Lackensee oder Lakkasee) ist ein Gletschersee im Böhmerwald, Tschechien. Der See befindet sich am nordöstlichen Fuße des Lackenberges in einer Karmulde einer Höhe von 1096 m n.m.
Das Seebecken hat eine längliche Form und erstreckt sich etwa 350 Meter von Süden nach Norden. Seine größte Breite beträgt 75 Meter. Seine Fläche beträgt 2,8 ha, das Wasservolumen 40.000 m³, die maximale Tiefe etwa 4 m und das Einzugsgebiet 135 ha. Der See ist der flachste See im Böhmerwald und auf tschechischer Seite der einzige mit schwimmenden Inseln und einer Tendenz zur Verlandung.

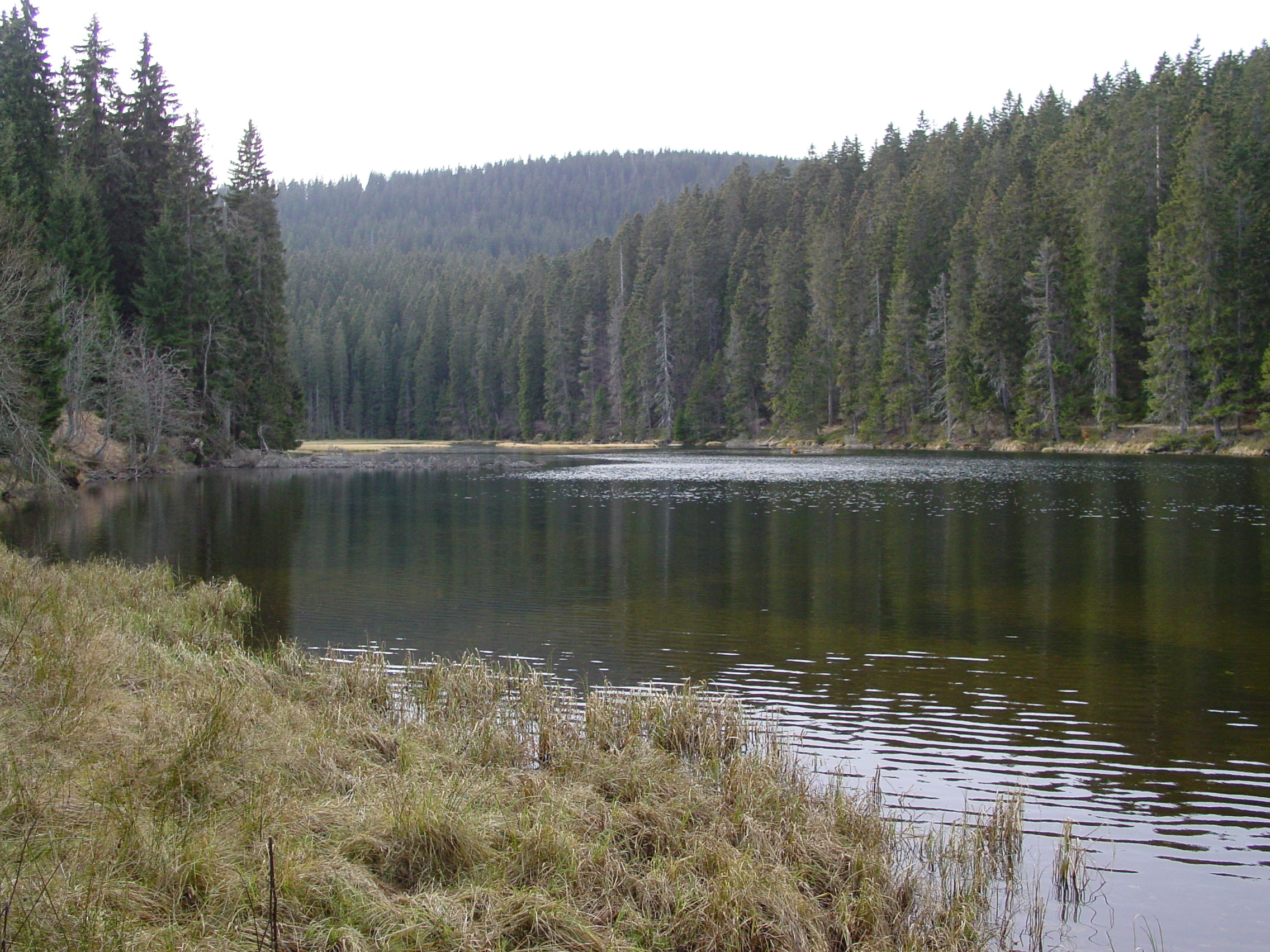
Der Lackensee